# Tim Sommer
Tim Sommer (* 13. Mai 1968 in Freyburg) ist ein deutscher Journalist. Er leitet seit 2005 als Chefredakteur die Zeitschrift art – Das Kunstmagazin. 

## Leben
Tim Sommer kam 1968 als Sohn eines Zahnarztes und einer Apothekerin in Freyburg zur Welt. Er studierte Kunstgeschichte und Kunstpädagogik an der Universität Leipzig. Seine journalistische Laufbahn begann er bei der Leipziger Volkszeitung, für die er Artikel in der Kulturrubrik schrieb. Ab 1998 arbeitete er als Leipziger Korrespondent für das Kunstmagazin art. Der damalige Chefredakteur der Zeitschrift, Axel Hecht, holte Sommer 2000 in die Redaktion nach Hamburg. Dort stieg Sommer 2004 zum stellvertretenden Chefredakteur auf. Seit Anfang 2005 leitet er das Kunstmagazin als Chefredakteur.